# Megommata donaldi
Megommata donaldi är en tvåvingeart som först beskrevs av Pritchard 1952.  Megommata donaldi ingår i släktet Megommata och familjen gallmyggor.
Artens utbredningsområde är Ghana. Inga underarter finns listade i Catalogue of Life.